# Доисторическая Норвегия
Доисторическая Норвегия – период истории Норвегии от появления человека на её территории до появления детальных письменных источников (примерно до начала эпохи викингов).
Территория Норвегии неоднократно покрывалась ледником, и неоднократно ледник отступал. Однако следов пребывания гоминидов, предшествующих последнему ледниковому периоду, пока не обнаружено.
На протяжении голоцена изменения береговой линии Норвегии были не столь существенными, как в Швеции, однако коснулись региона Ослофьорда и очертаний фьордов Норвегии.

## Каменный век
В период потепления Аллерёд лёд отступил с западного побережья Норвегии, и там возникли первые поселения человека. Предполагается, что раннее заселение Скандинавии происходило как по морю, так и по суше. Первыми поселенцами южной Норвегии были, вероятно, двинувшиеся на север палеолитические охотники с равнин Европы, принадлежавшие к Гамбургской, Аренсбургской культурам и культуре Федермессер. На южном и западном побережье Норвегии сложилась культура Фосна (охотники на оленей и рыболовы), на севере в Финнмарке – культура Комса (охотники на тюленей). Кремнёвые артефакты имеют сходство с аренсбургскими. Из-за обилия изделий из кости и рога этот период называют «веком кости и камня».
Позже складываются новые культурные единицы: Нёствет в Норвегии и параллельно Лимхамн в Швеции.
По данным антропологии, население южной Скандинавии до 5000 до н. э. уже практически не отличалось от современного.
У мезолитических обитателей Норвегии, живших в период с 9,4 до 5,8 тыс. лет до настоящего времени (Hummervikholmen, Steigen), определены Y-хромосомные гаплогруппы I2c1-S6635*, I2a1b-M423 и митохондриальные гаплогруппы U5a1, U5a1d. Погребение «мальчика из Висте» со скафоцефалией датируется возрастом около 8300 лет назад. Анализ ДНК показал, что он имел карие глаза, тёмные волосы и средний оттенок кожи.
В период 4500—2700 годах до н. э. в южной Норвегии встречаются отдельные памятники культуры воронковидных кубков.
5-м тыс. до н. э. датируется древнейшее из известных поселений в Норвегии – Трена в Хелгеланне.
К 4-му тыс. до н. э. относится находка кьёккенмёддингов (куч «кухонных отбросов») в пещере Свартхола (близ Ставангера), жители которой питались мясом тюленей, морской птицей, рыбой, моллюсками, приручили собаку и были знакомы с керамикой.

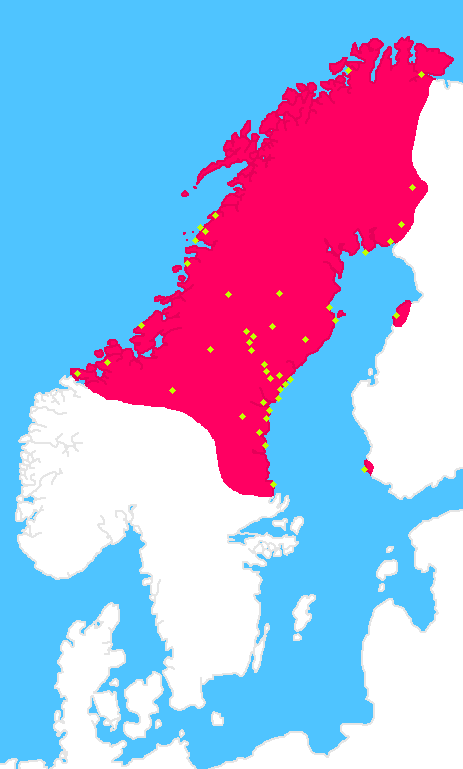
Распространение сланцевых ножей с головами животных в Фенноскандинавии

В 3-м тыс. до н. э. на юге и юго-востоке Норвегии известны дольмены, хотя и относительно небольших размеров, их строителям было известно скотоводство и земледелие.
В неолитический период (2800-2200 до н. э.) часть территории Норвегии (юго-восточную) затронуло распространение культуры ладьевидных топоров (вероятно, из Южной Швеции). В Норвегии найдено около 160 боевых топоров из твердого камня (что более чем в десять раз уступает числу находок из Дании и Швеции). У образца VK531 (5001A, 2400 лет до н. э., Troms) определена Y-хромосомная гаплогруппа R1b1a1a1-Y13200/M73 и митохондриальная гаплогруппа U2e2a.
В северной Норвегии в этот период продолжала существовать культура охотников и рыболовов: летние месяцы население проводило во внутренних районах вдоль рек, охотясь на лосей или оленей и ловя форель и лосося, а зимой жило в поселениях на побережье, где раскопаны многочисленные хижины. Из местных сланцев они изготавливали наконечники стрел и копий, скребки и крючки для ловли рыбы.
Ко второй половине 3-го тыс. до н. э. многие ученые относят проникновение в Норвегию носителей индоевропейских языков. Возможно, к этому же или чуть более раннему периоду относится и проникновение в Скандинавию (вплоть до Норвегии) «первой волны» носителей финно-угорских языков и их контакты с предками германцев.
Частично затронула Норвегию (юго-запад, поселение Огна) керамика традиции колоколовидных кубков.

## Бронзовый век
См. также Скандинавский бронзовый век
Бронзовый век в этом регионе примерно датируется XIX-VI веками до н. э.; его называют культурой «Северного круга». В Норвегии находок бронзовых изделий намного меньше, чем в Дании.
В Скандинавии продолжала возделываться пшеница, известная с конца неолита, но просо и особенно ячмень появились в начале бронзового века. Был известен крупный рогатый скот, а также овцы, козы или свиньи. Лошадей было немного, и они служили показателями статуса владельца. С XII века до н.э. начинает распространяться обычай кремации, в нач. I тыс. до н. э. погребения исчезают, и кремация господствует до конца бронзового века.
В Южной Норвегии в этот период сооружались курганы в виде пирамид.
В бронзовом веке Скандинавии обозначился контраст между богатым металлами югом и центром и бедным металлом севером. В Южной и Западной Норвегии отмечена связь между районами с почвами, пригодными для земледелия, применением металла и расположением наскальных изображений. Однако на высокогорье отмечены лишь редкие находки бронзовых изделий; там продолжали жить охотники и собиратели, использовавшие каменные орудия до тех пор, пока их не сменили железные. Однако в XIII веке до н. э. наблюдается упадок каменной техники.
В эпоху бронзы сосуществовали традиции наскального искусства охотников с натуралистическими изображениями животных (например, на скалах близ Аусевика на западном побережье Норвегии) и стилизованными изображениями южной традиции. Две традиции могли сочетаться на одних и тех же скалах.
Помимо бронзовых изделий, в Норвегии найдены фрагменты скульптур, вырезанных из дерева  .

## Переход от бронзового к железному веку
Первой половиной I тыс. до н. э. датируются изображения в Скьёберге (Эстфолл, к юго-востоку от Осло), известны 110 отдельных мест; популярны изображения кораблей, корабль из Пюнтелунда имеет 4,4 метра длины, на его краях показаны крупные люди с топорами, а с помощью штрихов даны указания на гребцов.
В период VIII-V веков до н. э. культура Скандинавии меняется мало, на плодородных землях существует сельское хозяйство и разведение крупного рогатого скота, на севере преобладает охота и рыболовство. Достигает расцвета обработка бронзы, а выплавка железа еще незначительна.

## Железный век
Принята условная периодизация железного века Скандинавии на доримский период (500-1 годы до н. э.), римский и миграционный (период переселения народов).
Климат Скандинавии в эту эпоху был холоднее и влажнее современного, затрудняя сельское хозяйство и скотоводство и заставляя держать скот в помещениях значительную часть года. Население Южной Скандинавии возделывало ячмень, рожь, пшеницу и другие злаки. Продолжали существовать охота и рыболовство. Распространилось сооружение длинных домов с каменным основанием, толстыми стенами и бревенчатой кровлей. Внутри ограждения отделяли место жительства семейства от скота. Позже в железном веке появились укрепления на холмах. Общество становится более эгалитарным, с незначительными следами социальной стратификации.
К середине I тысячелетия до н. э. находки железных предметов известны на крайнем севере Норвегии, к северу от Киркенеса, а также на севере Финляндии и Карелии. Согласно Б. Мюре, эти поселения обнаруживают общие черты с культурой области Волги-Оки-Камы. Раскопки в западном Финнмарке показывают, что во второй половине I тысячелетия до н. э. появляется новая традиция домостроительства: небольшие круглые дома, напоминающие исторические жилища саамов. Возможно, носители этой культуры говорили на протосаамском языке. Впрочем, Кнут Однер датировал этногенез саамов первыми веками нашей эры и связывал его с усилением взаимодействия между северными охотниками-собирателями и сообществами земледельцев.
В норвежской историографии высказывались различные мнения о взаимоотношениях германцев и саамов. Гуторм Йессинг утверждал, что «агрессивная природа» германцев вызывала внутренние социополитические конфликты и необходимость в экспансии, и связывает с этим продвижение германцев с юго-запада на север Норвегии в III-IV веках н. э., подчинение ими и эксплуатацию саамов. Однако Б. Олсен обращает внимание на то, что саги чаще сообщают о сотрудничестве саамов и норвежцев, нежели о нападениях и грабежах.
Данные из Нордланда в северной Норвегии указывают, что несмотря на распространенность скотоводства и земледелия, продолжают играть важную роль рыболовство, охота и собирательство. Раскопки на кладбище саамов в Мортенснесе (Варангерфьорд) демонстрируют экономическую непрерывность от последних веков до н. э. до XVII-XVIII веков.
В последние века до н. э. в южной Норвегии отмечены находки изделий кельтского, этрусского и раннего римского происхождения, включая бронзовые сосуды и оружие. В первые века н. э. найдено множество римских изделий: бронзовых сосудов и железного оружия. Характер римских кладов (кон. II и сер. IV в.) свидетельствует, что монеты не применялись в Скандинавии как средства обмена. 
Согласно Б. Мюре, в ранний римский период (начало н. э.) можно говорить о возникновении вождеств в южной Норвегии, а в поздний римский период – и севернее, вплоть до Вестеролена / Лофотена; археологические данные указывают на существенные социальные различия. Тип длинного дома в ранний римский период распространяется на юге Норвегии, а после 200 году – вплоть до региона Тромсё. Самый крупный известный в Скандинавии этого периода дом имел в длину 90-100 м и находился в Йерене (Рогаланд, юго-западная Норвегия). После 200 года, кажется, установилось частное владение землей и фермами. В южной Норвегии наблюдается концентрация укреплений на холмах. В своем развитии в этот период выделяются регионы Ослофьорда, юго-запад страны от Агдера до Хёрдаланда, части Мёре и Трёнделага в центре страны и Вестеролен / Лофотен на севере.
Население центральной Норвегии, по одной гипотезе, уже было германским, постепенно оттесняя саамов на север, по другой, говорило на третьем неизвестном языке.
А. Я. Гуревич считает, что с конца IV в. в Норвегию переселяются новые германские племена: гароты (хорды) и ругии.

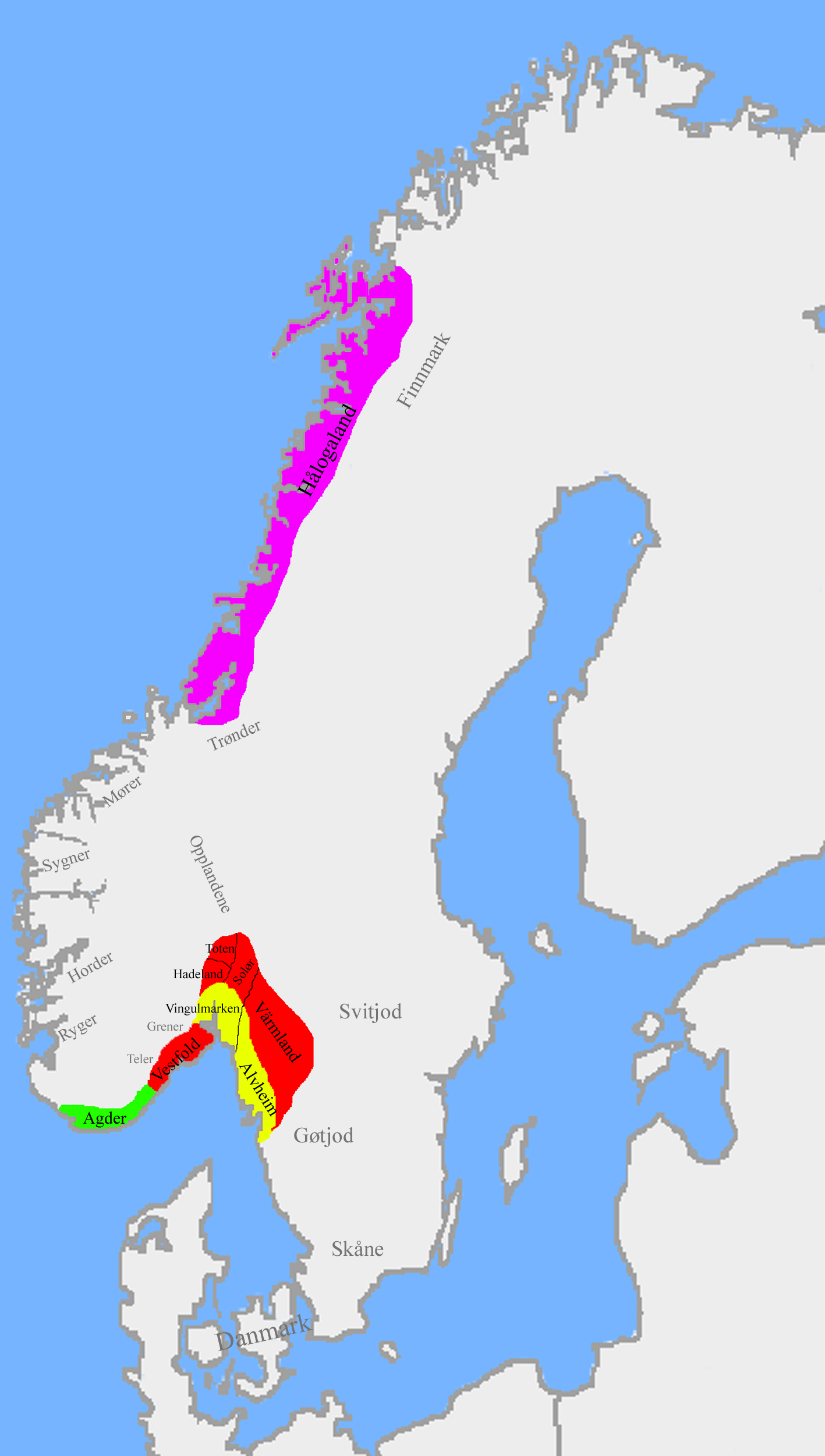
Норвегия около 820 года

В V-VII веках известны обширные каменные валы на возвышенных местах, внутри которых не было строений, однако могло при опасности укрыться население целого района, в этих же пунктах, видимо, собирались сходки (тинги).
В V век складывается стиль германского искусства в Скандинавии (в нем выделяют «первый звериный стиль» и «второй звериный стиль»).
После середины VI века богатые археологические находки периода миграций идут на спад. Конец VI и VII век – период упадка. Возможно, одной из его причин было проникновение в Скандинавию эпидемии чумы.
Крупнейшая группа курганов в Скандинавии находится в Борре (Вестфолл): девять курганов между 32 и 45 м в диаметре и между 5 и 7 м в высоту, датируются между 600 и 900 годами (возможно, воздвигался один курган за поколение). В 1852 г. в одном из курганов было раскопано погребение с кораблем (см. также: Гокстадский корабль, Усебергский корабль, Тюнский корабль). Крупнейший курган Скандинавии – Ракнехёуген в Румерике – 95 м в диаметре и 12 м высотой (по Гуревичу, 100 м в поперечнике и 19 м в высоту), вероятно, отмечает центр одного из королевств.
Раскопки в упоминаемом мореплавателем Оттаром порту Кёупанг (западный Вестфолл) показали деятельность там с конца VIII века.

## Ранние письменные источники
Данные о Норвегии у античных авторов крайне обрывочны. В новейшее время распространилось мнение, что земля Туле, которой достиг греческий мореплаватель Пифей из Массилии (путешествовал в 320-е годы до н. э.), должна отождествляться со средней или северной Норвегией, если это верно, то рассказ Пифея – первое упоминание Норвегии в письменных источниках. У Прокопия (VI век) отождествление Туле со Скандинавией достаточно определенно.
Важные сведения о Скандинавии приводит александрийский географ Птолемей (середина II века). 
По его данным, на западе Скандии обитают хедины (др.-греч. Χαιδεινοί), на востоке фавоны и фиресы, на севере финны, на юге гуты и давкионы, в центре левоны. Л. Рюбекиль поддерживает гипотезу Цейсса (1837) и сопоставляет этноним хединов с норвежской областью Хедмарк (Хейдмёрк). К. Мюллер предлагал конъектуру, позволяющую сравнить это название с упоминаемым Иорданом племенем халлин.
Птолемей упоминает четыре «острова Скандии» и три «острова Алокии». Й. Свеннунг (1974) предложил отождествить последнее название с норвежским Халогаланном. 
Древнейший рунический текст с территории Норвегии – надпись на копье из Эвре-Стабю (Øvre Stabu), датируемая концом II века и гласящая «raunijaR» (возможный перевод: «испытывающий» (tester), об оружии). Около 500 года датируются надписи на камнях из Мюклебостада, Росселанна, Орстада и Рейстада.
К началу VI века относится упоминание о короле Родульфе. А. Я. Гуревич и Л. Хедигер соглашаются, что он прибыл на юг из Западной Норвегии.

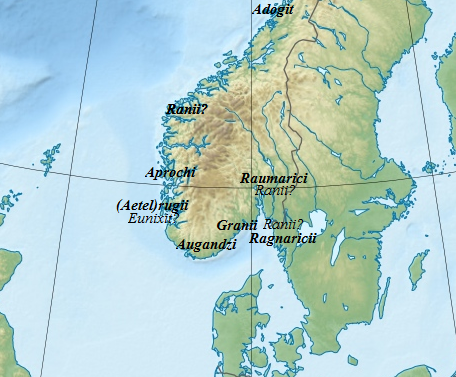
Племена Скандинавии по сведениям Иордана (современная реконструкция)

Латинский историк середины VI века Иордан в «Гетике» называет 28 скандинавских племен. Для истории Норвегии наиболее важен перечень этнонимов в § 24: «граннии, аугандзы, евниксы, тэтель, руги, арохи, рании» (Grannii, Augandzi, Eunixi, Taetel, Rugi, Arochi, Ranii); большинство этих названий имеют соответствия в норвежских топонимах, как и упомянутые им чуть ранее «раумариции».
В современных топонимах прослеживаются упоминаемые в ранних письменных источниках: область Ранрики (нынешний Бохуслен, область Швеции), Раумарики (область раумов, к северо-востоку от Осло); Хедмарк (область хединов); Хаделанн (Хадаланд); Гренланн (земля гренов); Телемарк; Ругаланн (Рогаланд, земля ругов); Хордаланн (Хёрдаланд, земля хордов); Емтланн; Халогаланн.